# Ninoslav Zec
Ninoslav Zec (Miloševo, 22 luglio 1949) è un ex calciatore serbo di ruolo centrocampista.

## Carriera
Nato a Miloševo, in Serbia, Zec avvia la sua carriera da professionista nell'OFK Belgrado. Nel 1978, Zec decide di andare a giocare negli Stati Uniti nella NASL con i Tulsa Roughnecks. Nel 1979 firmerà per gli Atlanta Chiefs, per poi trasferirsi durante la stagione agli Houston Hurricane. Nel 1980 termina la sua esperienza a Houston e firma con i Jacksonville Tea Men nel dicembre del 1980. Nel 1983 i Tea Men si trasferirono nella American Soccer League. Zec passerà il resto della stagione con i Tea Men. Dopo il fallimento della ASL, Zec e i suoi compagni si trasferiranno nella United Soccer League. Giocherà sei partite con i Pittsburgh Spirit durante la stagione 1979-80. Durante la stagione 1983-84 giocherà altre tre partite con i Tulsa Roughnecks prima di ritirarsi definitivamente dal calcio giocato.
Attualmente vive in Florida. Il suo patrigno è Stjepan Bobek, uno dei migliori attaccanti di sempre del calcio jugoslavo. Zec è stato il primo calciatore jugoslavo ad essere ammonito dopo l'introduzione della nuova regola.